# Sporophila atrirostris
Oryzoborus atrirostris ou bicudo-de-bico-preto é uma espécie de ave da família Thraupidae.
Pode ser encontrada nos seguintes países: Bolívia, Equador e Peru.